# Elżbieta Wejsflog
Elżbieta Wejsflog (ur. 1941) – polska malarka, graficzka oraz plakacistka, znana z twórczości inspirowanej muzyką, w szczególności kompozycjami Fryderyka Chopina. Od 1976 roku mieszka w Szwecji, gdzie kontynuuje działalność artystyczną.

## Edukacja i początki kariery
Elżbieta Wejsflog ukończyła Wydział Malarstwa, Grafiki i Plakatu Akademii Sztuk Pięknych w Krakowie, w tym także jej filię w Katowicach. Dyplom uzyskała w 1972 roku.
Zadebiutowała w 1973 roku na Salonie w Bytomiu, zdobywając uznanie środowiska artystycznego. W tym samym roku otrzymała I nagrodę w konkursie na rysunek w Katowicach, co umocniło jej pozycję w świecie polskiej sztuki. W 1974 roku prezentowała swoje prace na Targach Sztuki salonu BWA w Katowicach.

## Działalność artystyczna
W 1975 roku Elżbieta Wejsflog zdobyła III nagrodę w Ogólnopolskim Konkursie na plakat dla IX Konkursu Chopinowskiego oraz uczestniczyła w Biennale Plakatu w Katowicach. Jej plakat został włączony do zbiorów Muzeum Plakatu w Wilanowie.
Od 1976 roku artystka mieszka w Szwecji, gdzie kontynuuje swoją działalność twórczą. W 1979 roku została członkiem Związku Artystów Królestwa Szwecji (Konstnärernas Riksorganisation) oraz Stowarzyszenia Sztuki Skanii, aktywnie uczestnicząc w życiu artystycznym kraju.

## Kolekcje
Jej prace znajdują się w zbiorach:
- Muzeum Sztuki Nowoczesnej w Malmö,
- Muzeum Plakatu w Wilanowie,
- Muzeum Fryderyka Chopina w Warszawie,
- w kolekcjach prywatnych w: Szwecji, Polsce, Szwajcarii, Hiszpanii, Niemczech, Francji oraz Stanach Zjednoczonych.